# بیلی برایانت
بیلی برایانت (انگلیسی: Billy Bryant؛ ۲۶ نوامبر ۱۹۱۳ – ۲۵ دسامبر ۱۹۷۵) یک بازیکن فوتبال اهل بریتانیا بود.
از باشگاه‌هایی که در آن بازی کرده‌است می‌توان به باشگاه فوتبال برادفورد سیتی، آلترینچام، منچستر یونایتد، رکسهام، ولورهمپتون واندررز، و استالی‌بریج سلتیک اشاره کرد.